# 3-メチル-3-ペンタノール
3-メチル-3-ペンタノール(3-methyl-3-pentanol)は有機化合物の一つ。ジエチルカルビノール(diethyl carbinol)とも呼ばれる。精神安定剤のエミルカメートの合成に使われる。
消防法に定める第4類危険物 第2石油類に該当する。